# Abrothrix olivacea
La laucha o ratón olivácea (Abrothrix olivacea), 1988 es una especie de roedor en la familia Cricetidae.
Se encuentra en Argentina, Chile y Perú. Los ejemplares que eran incluidos bajo el nombre de este taxón y que habitan en el archipiélago de Tierra del Fuego han sido separados en otra entidad específica: Abrothrix xanthorhina.
Se han detectado ejemplares portadores del virus Hanta.